# Zagroda Wincentego Witosa
Zagroda Wincentego Witosa – obejście w Wierzchosławicach zbudowane przez Wincentego Witosa. W skład zagrody wchodzą: dom mieszkalny, budynek inwentarski, stodoła, spichrz oraz wolno stojąca piwnica z nadbudową. Od 1971 roku mieści się tutaj Muzeum Wincentego Witosa. Większość zabudowań zachowuje swój pierwotny charakter, jedynie budynek inwentarski (po rekonstrukcji) zaadaptowano na cele administracyjne i muzealne.

## Lokalizacja
Zagrodę zbudowano w północnej części podtarnowskich Wierzchosławic w województwie małopolskim. Położona jest przy drodze z Wojnicza do Radłowa, w pobliżu skrzyżowania z szosą prowadzącą do przysiółka Dwudniaki. Znajduje się na małopolskim szlaku architektury drewnianej. Od rodzinnego domu (miejsca urodzin) Wincentego Witosa dzieli ją około 500 m.

## Historia

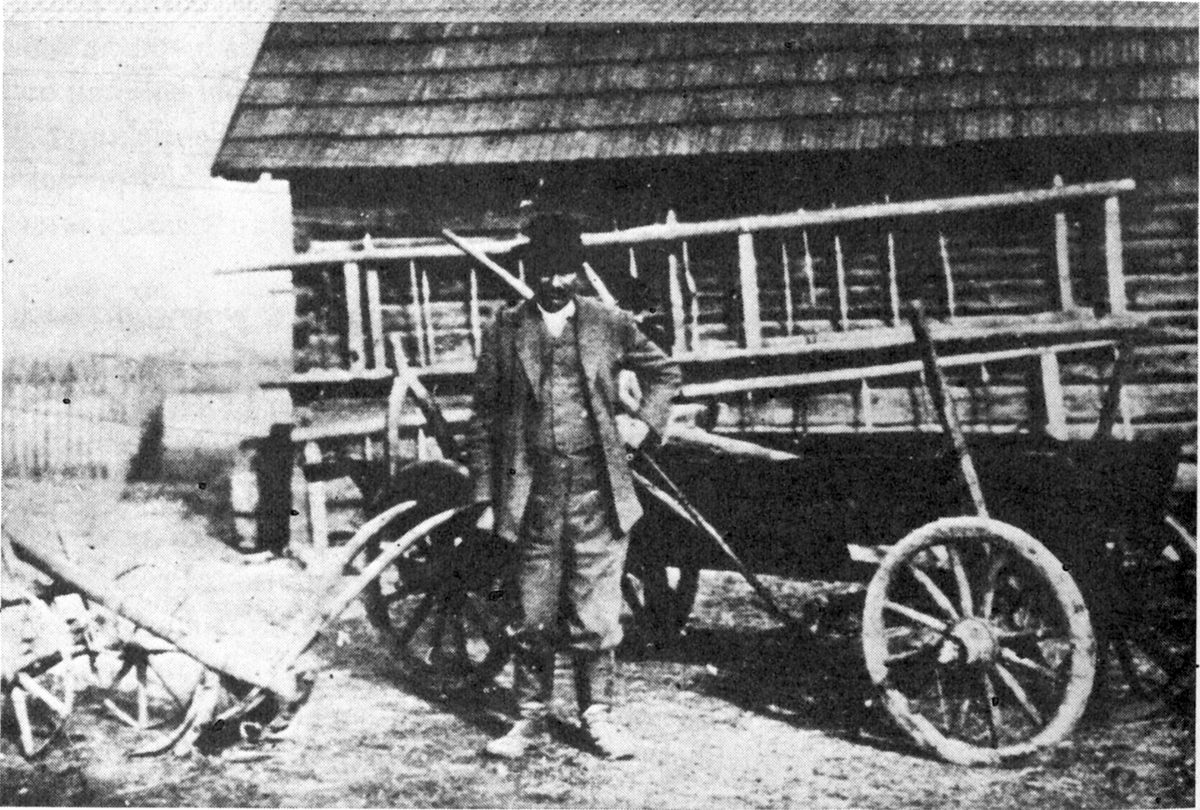
Wincenty Witos w swojej zagrodzie (lata 30. XX wieku)

Wincenty Witos urodził się 21 stycznia 1874 roku w domu rodzinnym Witosów w Wierzchosławicach. Pochodził z biednej rodziny chłopskiej, która posiadała dwumorgowe gospodarstwo. Był wybitnym politykiem II Rzeczypospolitej, czołowym działaczem ruchu ludowego, trzykrotnie sprawował funkcję premiera Rzeczypospolitej Polskiej.
Niezabudowany grunt o powierzchni 24 arów, na którym zbudowano zagrodę, był posagiem żony Wincentego Witosa, Katarzyny. Budowa zagrody rozpoczęła się w 1905 roku i trwała osiem lat. W domu zamieszkali Witosowie z córką Julią. Witos w czasie procesu brzeskiego, obawiając się utraty majątku, przekazał formalnie obejście swej jedynej córce. Po śmierci Katarzyny i Wincentego Witosów w domu mieszkała ich córka z rodziną. Od lat 60. XX wieku działacze ludowi wraz z rodziną czynili starania o objęcie opieką spuścizny po przywódcy ruchu ludowego. Ostatnią właścicielką gospodarstwa z rodziny Wincentego Witosa była jego wnuczka, która przekazała najpierw część domu, a później zagrodę na cele muzealne. Muzeum w zagrodzie Wincentego Witosa utworzono w 1971 roku, kierowniczką została jego wnuczka Joanna Steindel. W latach 1995–1997 wszystkie budynki zagrody zostały wyremontowane.

## Zabudowania
Pięć budynków ustawiono w czworobok wokół podwórza. Pierwotnie były to: dom mieszkalny, budynek inwentarski (nazywany stajnią lub oborą), stodoła, spichrz oraz piwnica z nadbudową. Wszystkie budynki, zbudowane z drewna, mają konstrukcję zrębową. Dwuspadowe dachy budynków kryte są dachówką. W domu – układ wnętrz dwutraktowy z sienią, przebiegającą na osi środkowej budynku. Znajdują się w nim cztery izby.
Od ogrodu i sadu zabudowania oddziela drewniany płot, całość otacza ogrodzenie wykonane ze stalowej siatki.

## Muzeum Wincentego Witosa

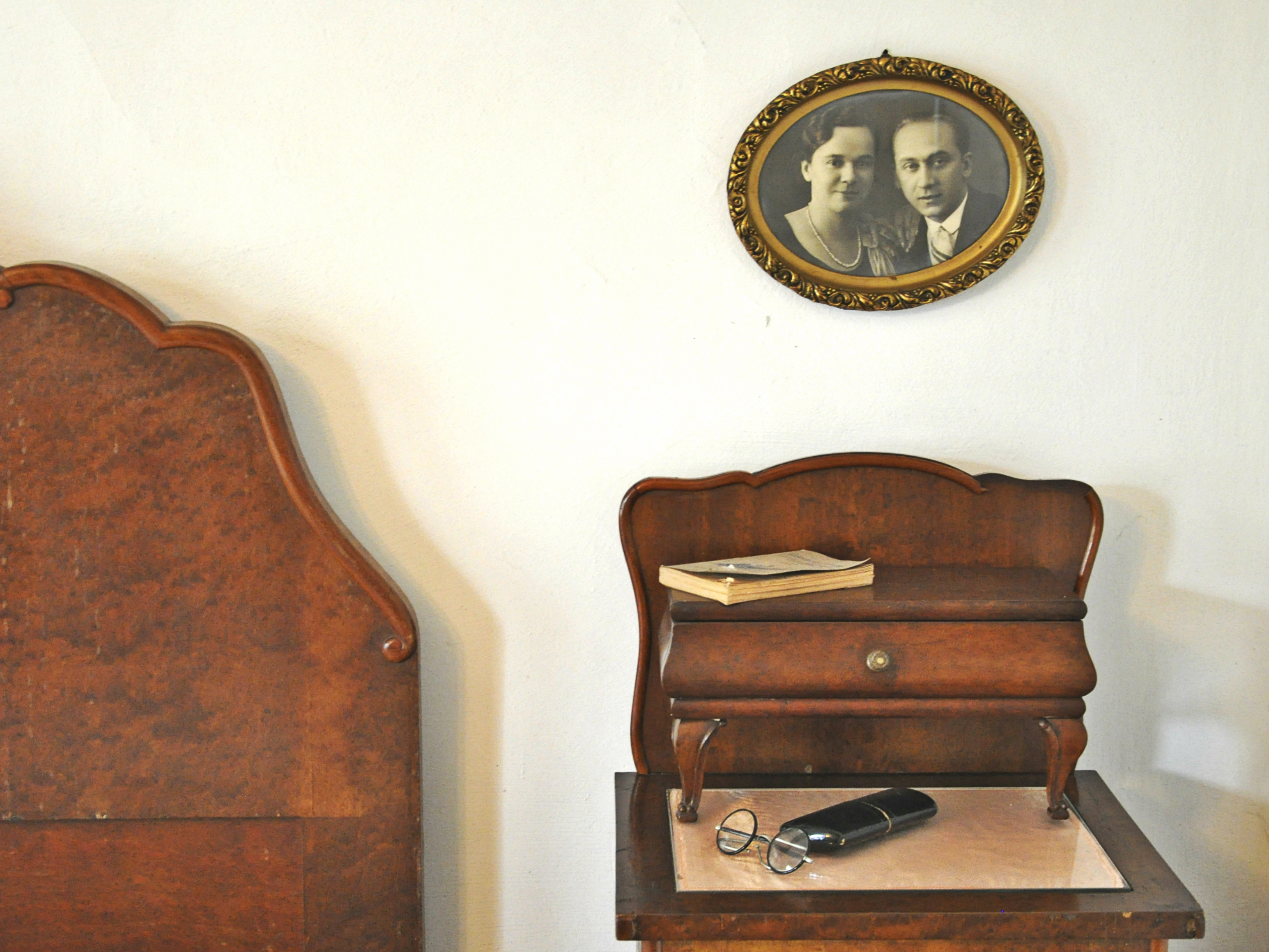
Fragment ekspozycji w Muzeum Wincentego Witosa

Muzeum Wincentego Witosa jest oddziałem Muzeum Ziemi Tarnowskiej w Tarnowie. Placówkę muzealną utworzono 27 grudnia 1971 roku uchwałą Wojewódzkiej Rady Narodowej w Krakowie pod nazwą Dom Wincentego Witosa w Wierzchosławicach. Inicjatorami utworzenia muzeum byli działacze ludowi ze Stanisławem Mierzwą na czele oraz rodzina Wincentego Witosa. Pierwszą kierowniczką muzeum została wnuczka Wincentego Witosa, Joanna Steindel. Początkowo muzeum podlegało merytorycznie Muzeum Etnograficznemu w Krakowie i Muzeum Historycznemu Miasta Krakowa. Po reformie administracyjnej w 1975 roku zostało włączone w struktury Muzeum Okręgowego w Tarnowie.
W domu mieszkalnym utrzymano autentyczny wygląd wnętrz. W gabinecie Wincentego Witosa zachowały się meble, dokumenty i rzeczy osobiste trzykrotnego premiera II Rzeczypospolitej. W domu można też zobaczyć izbę czarną (kuchnię) i pokój pani domu z okresu międzywojennego.
W zaadaptowanym budynku inwentarskim (stajni) znajduje się wystawa przedstawiająca biografię Wincentego Witosa, a także izba z pamiątkami po jego współpracowniku Stanisławie Mierzwie. W stodole zgromadzono narzędzia i sprzęty rolnicze używane w gospodarstwie rolnym przez Witosa. W spichlerzu tzw. małej stodole umieszczono kolekcję historycznych sztandarów organizacji ludowych, najstarszym okazem jest sztandar tarnowskiego zarządu powiatowego Polskiego Stronnictwa Ludowego „Piast” z 1928 roku.
Muzeum organizuje zajęcia edukacyjne dla uczniów.
Druga część muzeum mieści się w rodzinnym domu, w którym Wincenty Witos się urodził.